# Grammitis adiantoides
Grammitis adiantoides là một loài dương xỉ trong họ Polypodiaceae. Loài này được Griff. mô tả khoa học đầu tiên năm 1849.
Danh pháp khoa học của loài này chưa được làm sáng tỏ. 